# Tratados limítrofes entre Argentina y Chile

## 1) El Tratado de paz, amistad, comercio y navegación de 1856
- Wikisource contiene obras originales de o sobre Tratados limítrofes entre Argentina y Chile.

Ambos países, firmaron el Tratado de paz, amistad, comercio y navegación de 1856. Entre otras cosas, acordaba la aplicación del principio del uti possidetis relativo a lo que cada estado poseía en 1810 y posponía la resolución de los litigios limítrofes para el futuro. En su artículo 39º, el tratado proponía los mecanismos de la negociación diplomática directa y del arbitraje para solucionar las diferencias en las tierras australes.

Ambas partes contratantes reconocen como límites de sus respectivos territorios los que poseían como tales al tiempo de separarse de la dominación española el año 1810 y convienen en aplazar las cuestiones que han podido o pueden suscitarse sobre esta materia, para discutirlas después pacífica y amigablemente sin recurrir jamás a medidas violentas, y en caso de no arribar a un acuerdo, someter la decisión al arbitraje de una nación amiga.
Art. XXXIX, Tratado de paz, amistad, comercio y navegación, 1856.

La afirmación del uti possidetis era muy importante, ya que ambos países sostenían que tenían derechos coloniales sobre toda o gran parte de la Patagonia.

## 2) El Tratado de Límites de 1881
Después de la firma del tratado de 1856, ambos estados iniciaron la ocupación de los territorios patagónicos en disputa al tiempo que buscaban una solución definitiva y completa al límite entre ambos países.
El 14 de febrero de 1879 comenzó la Guerra del Pacífico que enfrentó a Chile contra Perú y Bolivia y que duró hasta 1884. Perú y Bolivia habían ofrecido a Argentina integrar el ya existente Tratado de Alianza Defensiva Perú–Bolivia[cita requerida]. La cámara de diputados llegó a aprobar el tratado, pero este no logró pasar todos los trámites. A pesar del rechazo, Chile decidió llegar a un acuerdo con Argentina para no quedar expuesto a una guerra en tres frentes.
El 23 de julio de 1881 fue firmado un tratado de límites entre ambas repúblicas vigente hasta hoy. Este tratado fija completamente el límite entre ambos países, dividiendo para ello la frontera en tres partes. Desde el norte hasta el paralelo 52 sur, luego define el límite al norte del Estrecho de Magallanes y por último en la región del canal Beagle.

El límite entre Chile y la República Argentina es, de Norte a Sur, hasta el paralelo cincuenta y dos de latitud, la Cordillera de los Andes. La línea fronteriza correrá en esa extensión por las cumbres más elevadas de dicha Cordillera que dividan las aguas y pasará por entre las vertientes que se desprenden a un lado y otro. ...
Artículo 1 del Tratado de Límites entre Chile y Argentina de 1881

La línea fronteriza fue definida en Tierra del Fuego a lo largo del meridiano 68º 34' O, entre el Cabo del Espíritu Santo y el Canal Beagle, donde terminaba. Al sur de este canal todas las islas pertenecerían a Chile. Argentina reconocía la soberanía chilena en el océano Pacífico, mientras que Chile reconocía la soberanía argentina en el océano Atlántico. El artículo III del tratado establece:

En la Tierra del Fuego se trazará una línea que, partiendo del punto denominado Cabo del Espíritu Santo en la latitud cincuenta y dos grados cuarenta minutos, se prolongará hacia el Sur; coincidiendo con el meridiano occidental de Greenwich, sesenta y ocho grados treinta y cuatro minutos hasta tocar con el canal Beagle. La Tierra del Fuego dividida en esta manera será chilena en la parte occidental y argentina en la parte oriental. En cuanto a las islas, pertenecerán a la República Argentina la isla de los Estados, los islotes próximamente inmediatos a ésta y las demás islas que haya sobre el Atlántico al oriente de la Tierra del Fuego y costa orientales de la Patagonia; y pertenecerán a Chile todas las islas al Sur del Canal Beagle hasta el Cabo de Hornos y la que haya al occidente de la Tierra del Fuego".
Artículo 3 del Tratado de Límites entre Chile y Argentina de 1881

Para Chile reviste especial importancia el artículo 6 del Tratado:

Los Gobiernos de Chile y de la República Argentina ejercerán pleno dominio y a perpetuidad sobre los territorios que respectivamente les pertenecen según el presente arreglo.
 Artículo 6 del Tratado de Límites de 1881 entre Chile y Argentina

Es decir, el Tratado Límites de 1881 es determinante en la fijación de límites entre ambos países, dejando obsoleto el Tratado de 1856. Así también lo consideró el Laudo Arbitral de 1977, y luego ambos países en el Tratado de Paz y Amistad de 1984.
Cabe destacar que años más tarde se realizarían nuevas investigaciones que demostraron el error de la longitud del inicio de la frontera en el Estrecho de Magallanes (Cabo del Espíritu Santo), inicialmente 68º 34' 0" Oeste siendo movido en 1892 el límite internacional hasta la longitud 68º 36' 38.5" Oeste que era la posición exacta.
Otro punto importante sobre este tratado es la posesión del Canal Beagle: en Chile, algunas interpretaciones del texto  "... hasta tocar con el canal Beagle ..." determinaban que el límite era la costa y la totalidad del canal sería chilena ya que esta nación consideraba la totalidad del canal en agua del Pacífico. Si este fuera el caso la Argentina tendría una costa seca, es decir tendría costa, pero no acceso al mar. Esta interpretación fue llevada por Chile en la consulta al Tribunal Arbitral que dictó luego el Laudo Arbitral de 1977, pero solo como petitorio alternativo, en el punto segundo al final de las audiencias orales del 14 de octubre de 1976. En su falló la corte arbitral señaló que toda atribución de un territorio debe ipso facto traer aparejado sus aguas anexas, por lo tanto consideró inaceptable la tesis chilena.
Esta interpretación fue dejada de lado y ya en la consulta a la Corte Arbitral Chile pidió sólo las islas interiores del canal que estaban en la parte sur del Canal Beagle.

## 3) Los problemas del Tratado de Límites de 1881
El Tratado de Límites entre Chile y Argentina de 1881 debió enfrentar varios problemas:
1. En algunos lugares la línea de las cumbres más altas no coincide con la divisoria de las aguas. En general, la divisoria de las aguas es más favorable a Chile, en cambio la línea de las cumbres más altas favorece a la Argentina que en algunos casos obtiene una salida al Océano Pacífico. Esto ocurría en el lago Lácar y otros tres lugares. Primero se intentó solucionar esto acordando el  Protocolo de Límites de 1893, pero no fue suficiente, hubiéndose de recurrir al artículo VI párrafo 2 del Tratado de Límites de 1881 y solicitar a la Reina Victoria del Reino Unido en 1896 una sentencia en la cuestión. El 20 de mayo de 1902 dictó el rey Eduardo VII la sentencia.
2. Durante la Guerra del Pacífico Chile ocupó territorios bolivianos entre otros, la Puna de Atacama que posteriormente fue entregada por Bolivia a la Argentina a cambio de la renuncia argentina a sus reclamos sobre Tarija, lo que no fue aceptado por Chile. Este conflicto fue resuelto con la mediación del cónsul de los Estados Unidos en Buenos Aires, William Insco Buchanan. El laudo del árbitro estadounidense determinó la división del territorio en disputa: de 1/3 para Chile y 2/3 para la Argentina.
3. El conflicto por el trazado de la frontera en la región del río Palena y del río Encuentro. Para ello se utilizó el Tratado General de Arbitraje, solicitando en junio de 1960 Chile y la Argentina a la corona británica una sentencia definitiva en la cuestión. La sentencia fue dictada el 9 de diciembre de 1960 trazando la frontera aproximadamente por los límites de la colonización chilena y argentina.
4. El conflicto por el Canal Beagle.
5. Disputa de la laguna del Desierto
6. Litigio del campo de hielo Patagónico Sur

Los tratados que se firmaron para solucionar estos problemas afectaron posteriormente la solución del Conflicto del Beagle.

## 4) El Protocolo de Límites de 1893
Para evitar que Chile quedase dividido por una salida argentina al Océano Pacífico se firmó el Protocolo de Límites de 1893 donde se especificó que ni Chile puede tener costas en el Océano Atlántico ni la Argentina en el Océano Pacífico.
Sin embargo ambos países posteriormente no estuvieron de acuerdo en la delimitación de los océanos, Chile por su parte sostuvo que ambos océanos presentaban una delimitación natural por el arco de las Antillas Australes, esto basado en estudios científicos que evidenciaron una correlación entre las características de las aguas del océano Pacífico Sudoriental con respecto a las envueltas por el arco de las Antillas Australes.
En contraparte, Argentina sostenía que ambos océanos estaban divididos por una línea recta artificial y no por una delimitación natural.

## 5) Pactos de Mayo: El Tratado General de Arbitraje del 28 de mayo de 1902
- Wikisource contiene obras originales de o sobre Tratados limítrofes entre Argentina y Chile.

En mayo de 1902 se firmaron tres pactos entre Chile y la Argentina que a menudo son llamados 'Los Pactos de Mayo'. Estos son:

### Convenio de Limitación de Armamentos Navales
Este fue el primer pacto de limitación de armamentos en tiempos modernos y tenía como objetivo detener la carrera armamentista entre Chile y la Argentina.
En el Conflicto del Beagle este tratado revestía especial importancia para Argentina pues hace mención de "Chile en el Pacífico y Argentina en el Atlántico" en referencia al uso que debían cumplir las respectivas escuadras.
Chile no considera el Convenio de Limitación de Armamentos Navales como un tratado de límites, más aún si no define lo que debe entenderse como límite entre el Pacífico y el Atlántico. 
El Cabo de Hornos, nombrado por Argentina como límite, es solo una convención posible entre otras:
- las Islas Diego Ramírez están ubicadas más al sur aún que el Cabo de Hornos y pertenecen geológicamente a América.
- el arco de las Antillas es el límite de la placa tectónica del Pacífico.
- el extremo oriental de la Isla de los Estados es la parte más oriental del continente.

### Tratado General de Arbitraje entre Chile y Argentina de 1902
En éste se acordó un marco general para la solución de diferendos limítrofes para los casos en que no se llegase a un acuerdo por negociaciones directas. Este tratado fue la base del Compromiso del año 1971 en que se acordó someter el litigio de las islas Picton, Nueva y Lennox a la corona británica. Entre otros este tratado estipula que:
1. La corona británica será la instancia a que se someterán los problemas o en su reemplazo la Confederación Suiza.
2. La sentencia será inapelable.

## 6) El Tratado de Paz y Amistad entre Chile y Argentina de 1984

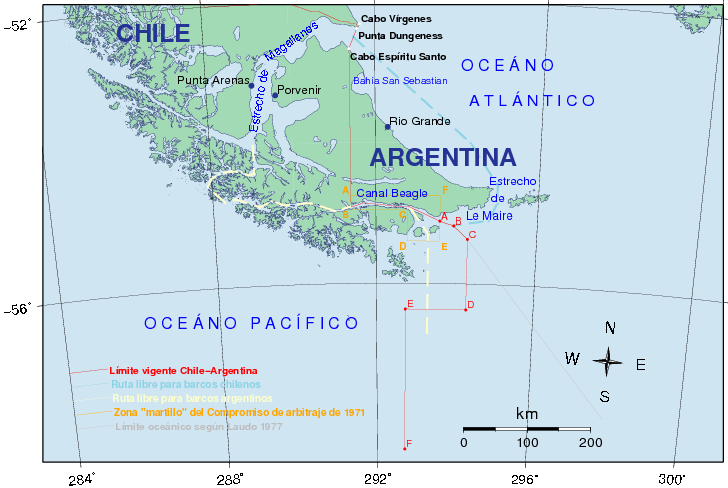
Mapa con los puntos de frontera marítima A, B, C, D, E y F, y los derechos de navegación otorgados por el Tratado de Paz de 1984 y la zona del arbitraje en 1971.

Este tratado puso fin a varias controversias que afectaban el límite entre ambas repúblicas en el Estrecho de Magallanes, el canal Beagle, las islas al sur del canal (Picton, Nueva, Lennox, Wollaston, Evout, Barnevelt, de Hornos, Gratil, Augustus, Deceit, Terhalten, Sesambre y Freycinet) así como el límite oceánico.